# Slimme dynamo

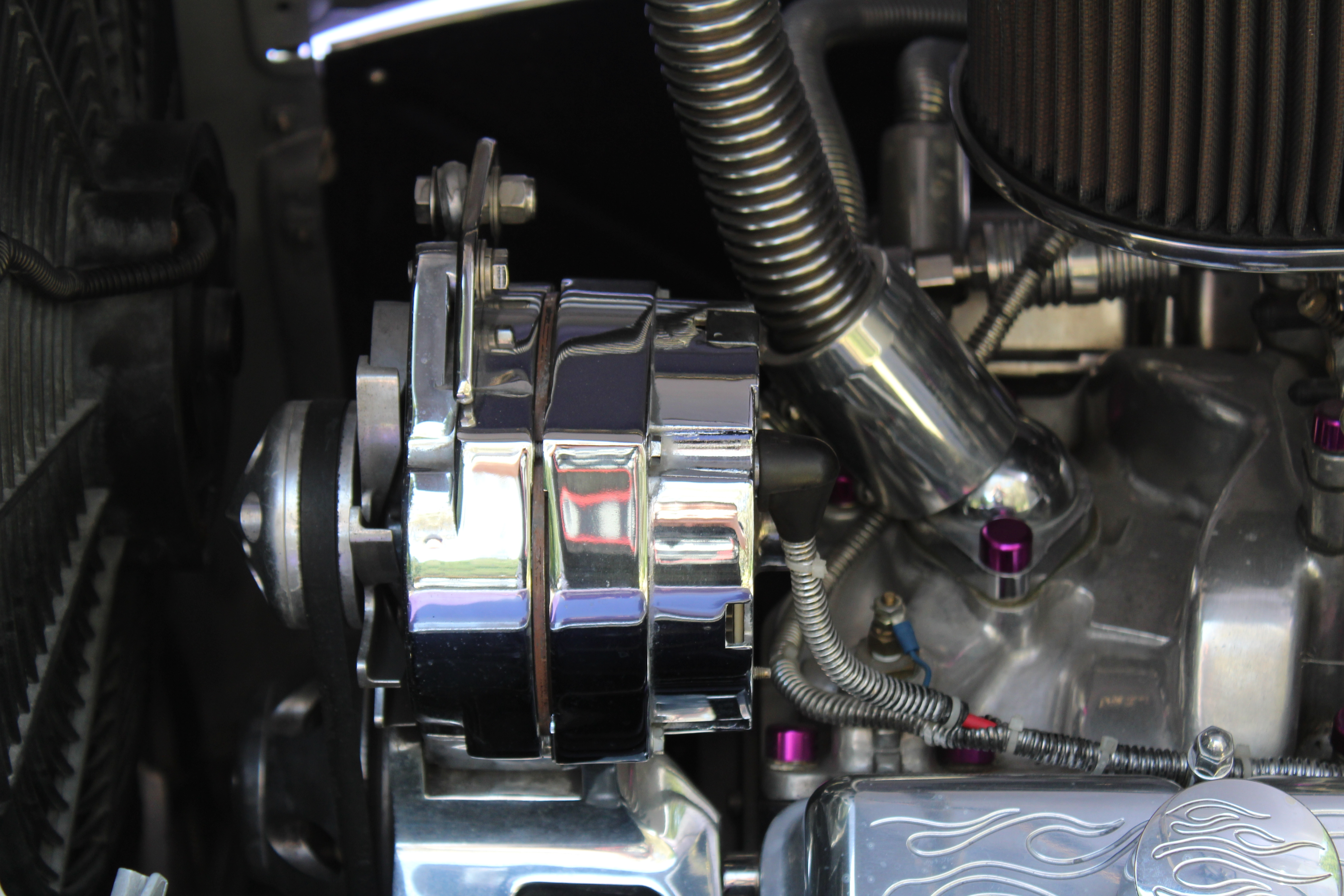
Alternator van een pickup van Chevrolet (2016)

Een slimme dynamo is een wisselstroomdynamo (alternator) van een voertuig met een conventionele verbrandingsmotor die het remmen ondersteunt en de remenergie opslaat in de startaccu. De dynamo wordt 'slim' genoemd omdat hij wordt aangestuurd door 'slimme software' van de motorregeleenheid (ECU). 
De slimme dynamo verhoogt de brandstofefficiëntie van een voertuig met verbrandingsmotor en verlaagt de CO2-uitstoot. De slimme dynamo is vereist in veel motorvoertuigen om te voldoen aan de Europese emissiestandaard Euro 5 of Euro 6.

## Werking
Het remmen op de dynamo en het opslaan van de remenergie wordt recuperatief remmen genoemd. Een slimme dynamo kan echter niet als elektromotor werken en de remenergie niet als kinetische energie aan het voertuig teruggeven, wat wel het geval is bij een micro hybride. De opgeslagen remenergie wordt veeleer gebruikt om de elektrische verbruikers van het voertuig van stroom te voorzien, zoals de voertuigverlichting en de airconditioning. Zolang de opgeslagen remenergie de elektrische verbruikers in het voertuig kan verzorgen, belast een slimme dynamo de verbrandingsmotor niet tijdens het rijden. Pas wanneer de opgeslagen remenergie is verbruikt, begint de slimme dynamo weer stroom te leveren zoals gebruikelijk.
In voertuigen met een slimme dynamo moet de accu niet alleen de energie opslaan die (later) nodig is voor de startmotor, maar ook de remenergie. De accucapaciteit moet daarom groter zijn dan in een voertuig zonder slimme dynamo. In de praktijk is 20% van de accucapaciteit bedoeld voor de remenergie. Zolang er niet geremd wordt, vult de slimme dynamo de accu met slechts 80%. Hiervoor moet de slimme dynamo de ladingstoestand van de accu kennen, waarvoor een sensor op de minpool van de accu (een shuntweerstand) dient. Omdat de remenergie stootsgewijs in de accu wordt opgeslagen, is een normale loodaccu niet voldoende voor dit doel. Voertuigen met een slimme dynamo gebruiken daarom meestal een AGM-accu (absorbent glass mat) of een EFB-accu (enhanced flooded battery), die zeer snel kunnen worden opgeladen met een hoge laadstroom en geschikt zijn voor een verhoogde laadcyclus.